# Adenozinski A3 receptor
Adenozinski A3 receptor (ADORA3) je adenozinski receptor. On je kodiran humanim  genom.

## Funkcija
Adenozinski A3 receptori je G protein-spregnuti receptor koji učestvuje u mnogobrojnim ćelijskim signalnim putevima i fiziološkim funkcijama. On posreduje kontinuirane kardioprotektivne funkcije tokom srčane ishemije, i učestvuje u inhibiciji neutrofilne degranulacije kod neutrofilima-posredovane povrede tkiva. Smatra se da ima neurozaštitno ali i neurodegenerativno dejstvo.

## Gen
Višestruke transkriptne varijante koje kodiraju različite izoforme su poznate za ovaj gen.

## Terapeutske implikacije
Agonist adenozinskog A3 receptora (CF-101) je u kliničkim ispitivanjima za lečenje reumatoidnog artritisa.

## Selektivni ligandi
Brojni selektivni A3 ligandi su dostupni.
- 2-(1-Heksinil)-N-metiladenozin
- -6000
- -3558

### Antagonisti/Negativni alosterini modulatori
- -545
- -1191
- -1220
- -1334
- -1523
- -3777
- -3005-

## Literatura
1. ↑  „Entrez Gene: ADORA3 adenosine A3 receptor”.
2. ↑  Silverman MH, Strand V, Markovits D, Nahir M, Reitblat T, Molad Y, Rosner I, Rozenbaum M, Mader R, Adawi M, Caspi D, Tishler M, Langevitz P, Rubinow A, Friedman J, Green L, Tanay A, Ochaion A, Cohen S, Kerns WD, Cohn I, Fishman-Furman S, Farbstein M, Yehuda SB, Fishman P (2008). „Clinical evidence for utilization of the A3 adenosine receptor as a target to treat rheumatoid arthritis: data from a phase II clinical trial”. J. Rheumatol. 35 (1): 41—8. PMID 18050382.
3. ↑  Kim SK, Gao ZG, Jeong LS, Jacobson KA (2006). „Docking studies of agonists and antagonists suggest an activation pathway of the A3 adenosine receptor”. Journal of Molecular Graphics & Modelling. 25 (4): 562—77. PMID 16793299. doi:10.1016/j.jmgm.2006.05.004.
4. ↑  Ge ZD, Peart JN, Kreckler LM, Wan TC, Jacobson MA, Gross GJ, Auchampach JA (2006). „Cl-IB-MECA [2-chloro-N6-(3-iodobenzyl)adenosine-5'-N-methylcarboxamide] reduces ischemia/reperfusion injury in mice by activating the A3 adenosine receptor”. The Journal of Pharmacology and Experimental Therapeutics. 319 (3): 1200—10. PMC 2430759 . PMID 16985166. doi:10.1124/jpet.106.111351.
5. ↑  Jeong LS, Lee HW, Jacobson KA, Lee SK, Chun MW (2005). „Development of potent and selective human A3 adenosine receptor agonists”. Nucleic Acids Symposium Series (2004). 49 (49): 31—2. PMID 17150618. doi:10.1093/nass/49.1.31.
6. ↑  Bevan N, Butchers PR, Cousins R, Coates J, Edgar EV, Morrison V, Sheehan MJ, Reeves J, Wilson DJ (2007). „Pharmacological characterisation and inhibitory effects of (2R,3R,4S,5R)-2-(6-amino-29H-purin-9-yl)-5-(2-ethyl-2H-tetrazol-5-yl)tetrahydro-3,4-furandiol, a novel ligand that demonstrates both adenosine A(2A) receptor agonist and adenosine A(3) receptor antagonist activity”. European Journal of Pharmacology. 564 (1-3): 219—25. PMID 17382926. doi:10.1016/j.ejphar.2007.01.094.
7. ↑  Gao ZG, Jacobson KA (2007). „Emerging adenosine receptor agonists”. Expert Opinion on Emerging Drugs. 12 (3): 479—92. PMID 17874974. doi:10.1517/14728214.12.3.479.
8. ↑  Wan TC, Ge ZD, Tampo A, Mio Y, Bienengraeber MW, Tracey WR, Gross GJ, Kwok WM, Auchampach JA (2008). „The A3 adenosine receptor agonist CP-532,903 [N6-(2,5-dichlorobenzyl)-3'-aminoadenosine-5'-N-methylcarboxamide] protects against myocardial ischemia/reperfusion injury via the sarcolemmal ATP-sensitive potassium channel”. J. Pharmacol. Exp. Ther. 324 (1): 234—43. PMC 2435594 . PMID 17906066. doi:10.1124/jpet.107.127480.
9. ↑  Cordeaux Y, Briddon SJ, Alexander SP, Kellam B, Hill SJ (2008). „Agonist-occupied A3 adenosine receptors exist within heterogeneous complexes in membrane microdomains of individual living cells”. The FASEB Journal : Official Publication of the Federation of American Societies for Experimental Biology. 22 (3): 850—60. PMID 17959910. doi:10.1096/fj.07-8180com.
10. ↑  Priego EM, Pérez-Pérez MJ, von Frijtag Drabbe Kuenzel JK, de Vries H, Ijzerman AP, Camarasa MJ, Martín-Santamaría S (2008). „Selective human adenosine A3 antagonists based on pyrido[2,1-f]purine-2,4-diones: novel features of hA3 antagonist binding”. ChemMedChem. 3 (1): 111—9. PMID 18000937. doi:10.1002/cmdc.200700173.
11. ↑  Jeong LS, Lee HW, Kim HO, Tosh DK, Pal S, Choi WJ, Gao ZG, Patel AR, Williams W, Jacobson KA, Kim HD (2008). „Structure-activity relationships of 2-chloro-N6-substituted-4'-thioadenosine-5'-N,N-dialkyluronamides as human A3 adenosine receptor antagonists”. Bioorganic & Medicinal Chemistry Letters. 18 (5): 1612—6. PMID 18255292. doi:10.1016/j.bmcl.2008.01.070.
12. ↑  Gao ZG, Jacobson KA (2008). „Translocation of arrestin induced by human A(3) adenosine receptor ligands in an engineered cell line: comparison with G protein-dependent pathways”. Pharmacological Research : the Official Journal of the Italian Pharmacological Society. 57 (4): 303—11. PMC 2409065 . PMID 18424164. doi:10.1016/j.phrs.2008.02.008.
13. ↑  Bar-Yehuda S, Stemmer SM, Madi L, Castel D, Ochaion A, Cohen S, Barer F, Zabutti A, Perez-Liz G, Del Valle L, Fishman P (2008). „The A3 adenosine receptor agonist CF102 induces apoptosis of hepatocellular carcinoma via de-regulation of the Wnt and NF-kappaB signal transduction pathways”. International Journal of Oncology. 33 (2): 287—95. PMID 18636149.
14. ↑  Gao ZG, Ye K, Göblyös A, Ijzerman AP, Jacobson KA (2008). „Flexible modulation of agonist efficacy at the human A3 adenosine receptor by the imidazoquinoline allosteric enhancer LUF6000”. BMC Pharmacology. 8: 20. PMC 2625337 . PMID 19077268. doi:10.1186/1471-2210-8-20.

## Dodatna literatura
- KN, Klotz (2001). „Adenosine receptors and their ligands.”. Naunyn Schmiedebergs Arch. Pharmacol. 362 (4-5): 382—91. PMID 11111832. doi:10.1007/s002100000315.
- Monitto CL, Levitt RC, DiSilvestre D, Holroyd KJ (1995). „Localization of the A3 adenosine receptor gene (ADORA3) to human chromosome 1p.”. Genomics. 26 (3): 637—8. PMID 7607699. doi:10.1016/0888-7543(95)80194-Q.
- CA, Salvatore; Jacobson MA; Taylor HE (1993). „Molecular cloning and characterization of the human A3 adenosine receptor.”. Proc. Natl. Acad. Sci. U.S.A. 90 (21): 10365—9. PMC 47775 . PMID 8234299. doi:10.1073/pnas.90.21.10365.
- Sajjadi FG, Firestein GS (1993). „cDNA cloning and sequence analysis of the human A3 adenosine receptor.”. Biochim. Biophys. Acta. 1179 (1): 105—7. PMID 8399349. doi:10.1016/0167-4889(93)90077-3.
- Murrison EM, Goodson SJ, Edbrooke MR, Harris CA (1996). „Cloning and characterisation of the human adenosine A3 receptor gene.”. FEBS Lett. 384 (3): 243—6. PMID 8617363. doi:10.1016/0014-5793(96)00324-9.
- Bonaldo MF, Lennon G, Soares MB (1997). „Normalization and subtraction: two approaches to facilitate gene discovery.”. Genome Res. 6 (9): 791—806. PMID 8889548. doi:10.1101/gr.6.9.791.
- MG, Bouma; Jeunhomme TM; Boyle DL (1997). „Adenosine inhibits neutrophil degranulation in activated human whole blood: involvement of adenosine A2 and A3 receptors.”. J. Immunol. 158 (11): 5400—8. PMID 9164961.
- MR, Atkinson; Townsend-Nicholson A; Nicholl JK (1998). „Cloning, characterisation and chromosomal assignment of the human adenosine A3 receptor (ADORA3) gene.”. Neurosci. Res. 29 (1): 73—9. PMID 9293494. doi:10.1016/S0168-0102(97)00073-4.
- Palmer TM, Harris CA, Coote J, Stiles GL (1997). „Induction of multiple effects on adenylyl cyclase regulation by chronic activation of the human A3 adenosine receptor.”. Mol. Pharmacol. 52 (4): 632—40. PMID 9380026.
- Liang BT, Jacobson KA (1998). „A physiological role of the adenosine A3 receptor: sustained cardioprotection.”. Proc. Natl. Acad. Sci. U.S.A. 95 (12): 6995—9. PMC 22715 . PMID 9618527. doi:10.1073/pnas.95.12.6995.
- C, Dougherty; Barucha J; Schofield PR (1999). „Cardiac myocytes rendered ischemia resistant by expressing the human adenosine A1 or A3 receptor.”. FASEB J. 12 (15): 1785—92. PMID 9837869.
- WJ, Murphy; Eizirik E; Johnson WE (2001). „Molecular phylogenetics and the origins of placental mammals.”. Nature. 409 (6820): 614—8. PMID 11214319. doi:10.1038/35054550.
- ZG, Gao; Chen A; Barak D (2002). „Identification by site-directed mutagenesis of residues involved in ligand recognition and activation of the human A3 adenosine receptor.”. J. Biol. Chem. 277 (21): 19056—63. PMID 11891221. doi:10.1074/jbc.M110960200.
- Broussas M, Cornillet-Lefèbvre P, Potron G, Nguyên P (2003). „Adenosine inhibits tissue factor expression by LPS-stimulated human monocytes: involvement of the A3 adenosine receptor.”. Thromb. Haemost. 88 (1): 123—30. PMID 12152652.
- S, Merighi; Mirandola P; Milani D (2002). „Adenosine receptors as mediators of both cell proliferation and cell death of cultured human melanoma cells.”. J. Invest. Dermatol. 119 (4): 923—33. PMID 12406340. doi:10.1046/j.1523-1747.2002.00111.x.
- ML, Trincavelli; Tuscano D; Marroni M (2002). „A3 adenosine receptors in human astrocytoma cells: agonist-mediated desensitization, internalization, and down-regulation.”. Mol. Pharmacol. 62 (6): 1373—84. PMID 12435805. doi:10.1124/mol.62.6.1373.
- RL, Strausberg; Feingold EA; Grouse LH (2003). „Generation and initial analysis of more than 15,000 full-length human and mouse cDNA sequences.”. Proc. Natl. Acad. Sci. U.S.A. 99 (26): 16899—903. PMC 139241 . PMID 12477932. doi:10.1073/pnas.242603899.
- Feoktistov I, Ryzhov S, Goldstein AE, Biaggioni I (2003). „Mast cell-mediated stimulation of angiogenesis: cooperative interaction between A2B and A3 adenosine receptors.”. Circ. Res. 92 (5): 485—92. PMID 12600879. doi:10.1161/01.RES.0000061572.10929.2D.
- ZG, Gao; Kim SK; Gross AS (2003). „Identification of essential residues involved in the allosteric modulation of the human A(3) adenosine receptor.”. Mol. Pharmacol. 63 (5): 1021—31. PMID 12695530. doi:10.1124/mol.63.5.1021.

## Spoljašnje veze
- „Adenosine Receptors: A3”. IUPHAR Database of Receptors and Ion Channels. International Union of Basic and Clinical Pharmacology.